# 8849 Brighton
A 8849 Brighton (ideiglenes jelöléssel 1990 VZ4) a Naprendszer kisbolygóövében található aszteroida. Eric Walter Elst fedezte fel 1990. november 15-én.